# Un Largo Camino a Casa (álbum)
Un Largo Camino a Casa es el segundo álbum oficial de estudio de Albatro, dispone de 14 temas que varían el pop y el rock y fue lanzado el 16 de junio de 2013. Fue grabado de forma independiente en los estudios Stars Prods, producido por los propios integrantes de la banda, y con Fede Chieu baterista de la banda, como técnico de estudio y mezcla. En este nuevo álbum, Albatro apuesta a un sonido más del rock pop inglés, con bases de guitarra más complejas y canciones lentas con estribillos pop, ensambles orquestales y sintetizadores estilo analógicos conservando la temática de su antecesor.
Todas las canciones fueron compuestas por el vocalista principal, Germán López, excepto "Bichitos de Luz", que fue compuesta por el bajista Enrique López, entre los años 80 y 90. Penumbra A. John realizó el arte de tapa, y desde su lanzamiento, el disco está disponible para ser escuchado gratis en el Bandcamp oficial de la banda. También está disponible en Spotify, donde recibe miles de visitas a diario.

## Lista de canciones
1. «Contracorriente» – 2:59
2. «Desierto» – 5:37
3. «Una Chica Cualquiera» – 4:38
4. «Me Perdiste» – 4:09
5. «Mar» – 2:51
6. «Quiero decirte» – 2:27
7. «Si me importás» – 2:40
8. «Bichitos de Luz» – 2:51
9. «Será Mejor» – 2:12
10. «Puedo Ser» – 3:26
11. «Recuerdos Felices» – 3:11
12. «Nunca va a llegar» – 3:58
13. «El Tiempo Vivido» – 3:35
14. «Y es verdad» – 4:27